# 3-тя парашутна бригада (Велика Британія)
3-тя парашутна бригада а́рмії Великої Британії (англ. 3rd Parachute Brigade (United Kingdom) — військове з'єднання, бригада повітрянодесантних військ Великої Британії часів Другої світової війни. З моменту формування входила до складу 1-ї повітрянодесантної дивізії, але згодом переведена до 6-ї дивізії, разом з 5-ю парашутною та 6-ю планерно-десантною бригадами.

## Історія
В ночі на 6 червня 1944 року, в день Д, бригада вперше вступила в бій під час операції «Тонга», частині десантної операції союзників у Нормандії. Основною метою десантування в німецькому тилу було знищення Мервільської артилерійської батареї та захоплення мостів через річку Дів. Особовому складу вдалося виконати усі завдання й ще до середини серпня британські парашутисти утримували позиції на лівому фланзі зони вторгнення. Надалі бригада форсувала Дів та продовжила наступ вглиб оборони вермахту до річки Сена. Згодом її відвели на відновлення боєздатності на Британські острови.
У грудні 1944 року бригада повернулась на Західний фронт, вела бої в Бельгії, брала участь в оборонних боях проти наступу німецького вермахту в Арденнах. Надалі бригада залишилася на кордоні між Бельгією та Нідерландами, де здійснювала патрулювання до березня 1945 року. Її наступною місією була операція «Версіті», де британські парашутисти сприяли форсуванню річки Рейн у Німеччині. Після цього бригада просувалася з боями до Балтійського моря, захопивши 1 травня 1945 року німецькі міста Вісмар і Гадебуш на 30 хвилин раніше за підрозділи Червоної армії.
Після завершення бойових дій в Європі, наприкінці травня 1945 року бригаду вивели до Англії, плануючи передати її на Тихоокеанський театр війни, але у зв'язку зі швидким завершення Другої світової війни у жовтні 1945 року 3-тю парашутну бригаду разом з іншими частинами 6-ї повітрянодесантної дивізії відправили до британського мандату Палестини. Бригада виконувала завдання із забезпечення безпеки в Палестині, поки вона не була розформована наприкінці 1947 року. Штаб бригади розформований у січні 1948 року.